# Museo del Congreso y de la Inquisición
El Museo del Congreso y de la Inquisición es un museo de Lima, la capital de Perú. El museo está ubicado en el jirón Junín, a la altura de la plaza Bolívar. Se encuentra en el antiguo local del Tribunal del Santo Oficio de la Inquisición en Lima, tribunal eclesiástico con competencia en materia de delitos religiosos. Con el final de la época virreinal y el inicio de la República, el local pasó a ser ocupado por el Senado y, finalmente, convertido en museo.

## Edificio
El inmueble, ubicado en la plaza Bolívar, forma parte del patrimonio cultural del país, ya que data de la época de la fundación de Lima: el 29 de enero de 1570, cuando fue implantado el Tribunal de la Inquisición en Lima bajo el gobierno del virrey Francisco Álvarez de Toledo, siguiendo las indicaciones de la Corona de Castilla. El edificio conserva algunos ambientes originales, como la Sala de Audiencias, recubierta por un artesonado mudéjar, en la que se encontraba la denominada ‘puerta del secreto’, provista de un pequeño orificio a través del cual declaraban los acusadores para mantener su identidad en el anonimato. También se pueden apreciar las celdas de los detenidos que esperaban su proceso y los artefactos empleados para obtener sus confesiones. 
Tras la Independencia del Perú, el local de la Inquisición fue utilizado para reunir al primer Congreso Constituyente del Perú. Luego, fue sede del Senado Nacional hasta 1939, año en que este se trasladó al Palacio Legislativo. Poco después funcionó en los mismos ambientes la Biblioteca Pública de la Cámara de Diputados del Perú (1943) y, finalmente, el Museo del Congreso del Perú (1968-hasta la actualidad).

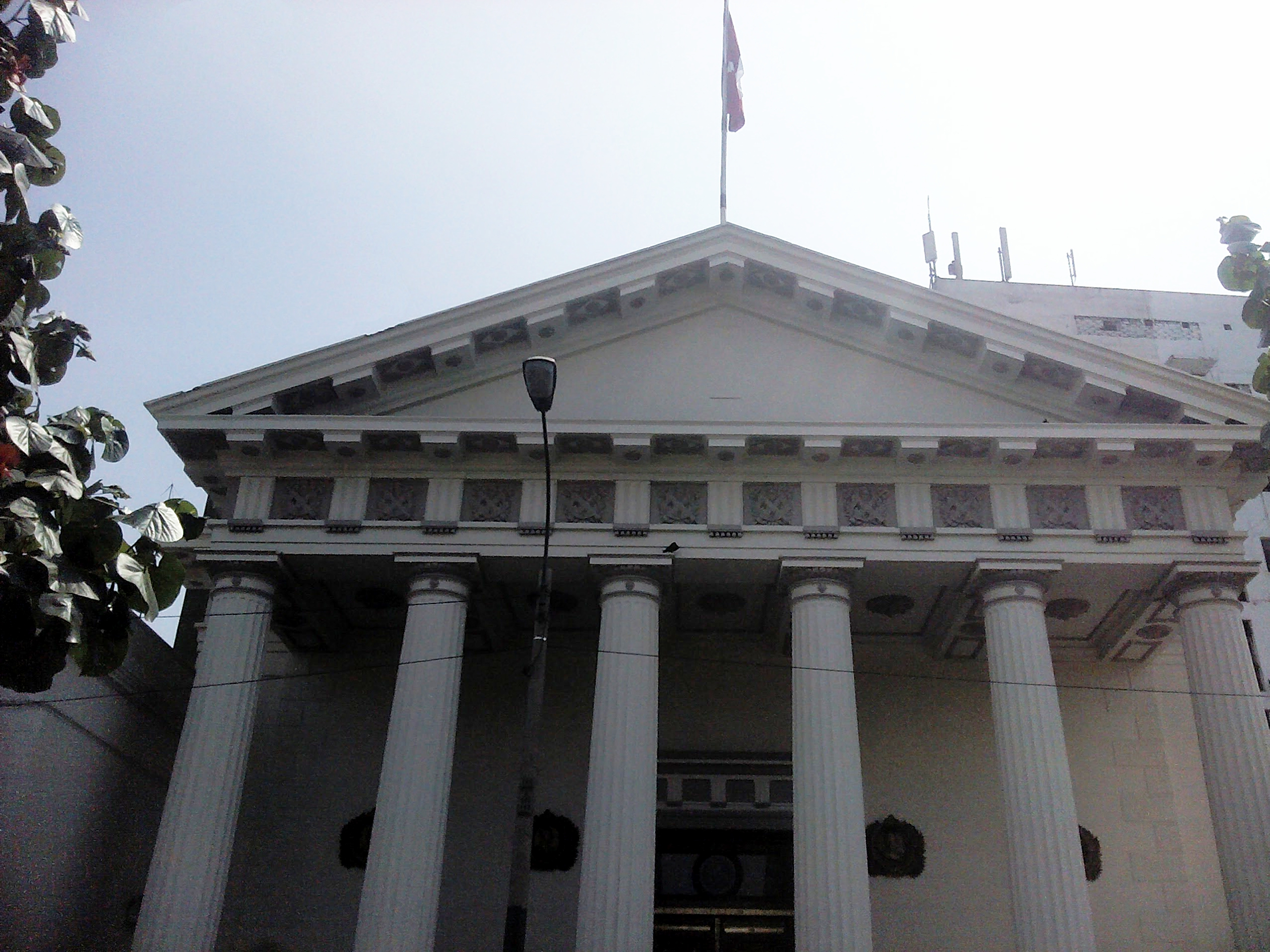
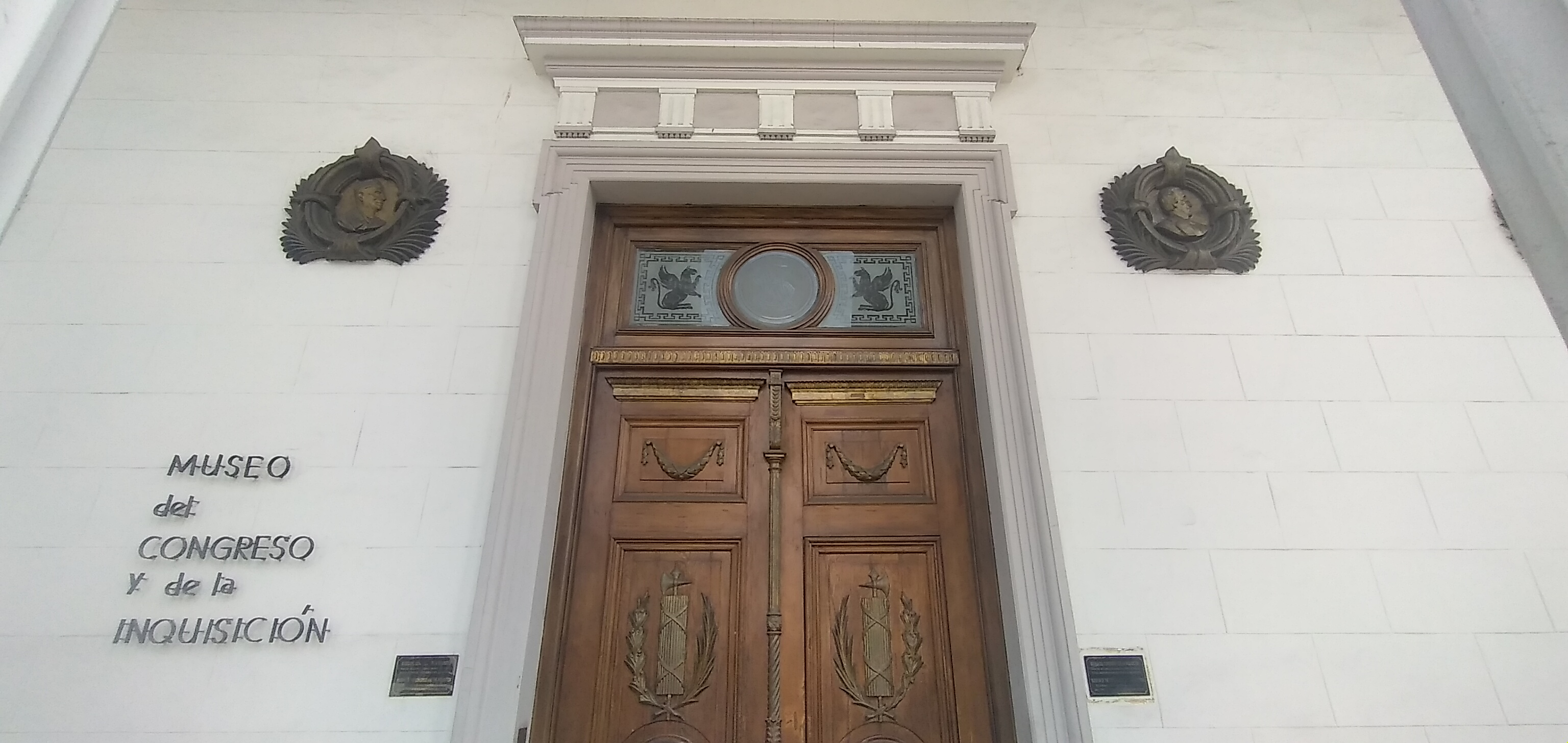
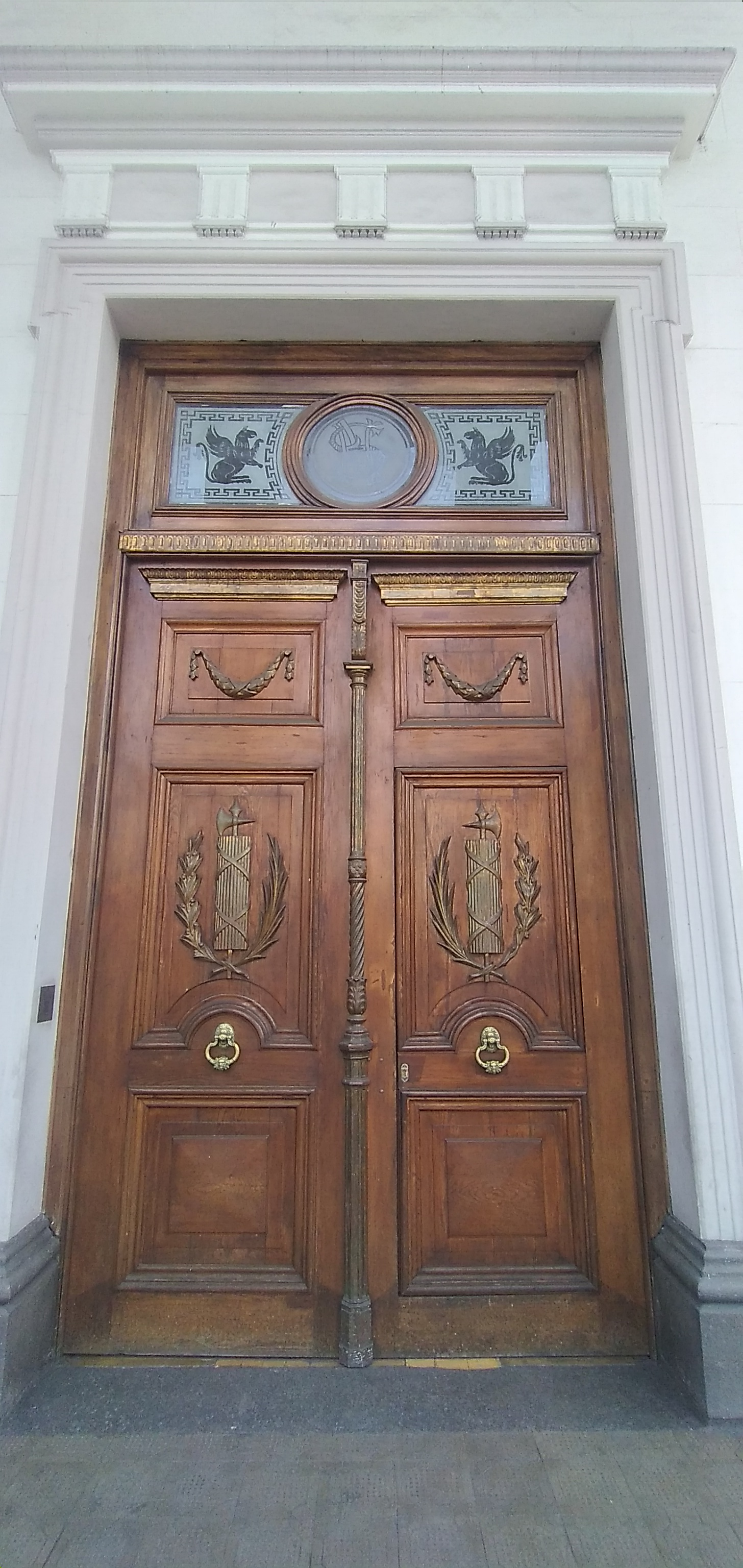

## Museo
El museo fue creado en 26 de julio de 1968 y está dedicado a la inquisición y la historia del Congreso. Este tiene como finalidad la investigación, conservación, exhibición y difusión de la historia del Congreso del Perú y de su patrimonio cultural. Desde el 2016 se suspendió las visitas al museo debido a la realización de las obras de restauración.
El museo recibía 200 000 visitantes al año. Está conformado por varios ambientes entre ellos está la Sala de Audiencias de la Inquisición Sala ubicado sobre un techo artesonado mudéjar, presenta figuras que representan al acusado, el fiscal, el inquisidor y el calificador; la Cámara del Secreto, lugar donde se guardaba la documentación de los procesos; las salas del Tribunal de Lima, de los procesos y de los autos de fe; las salas del cepo y de las sentencias y por último; la cámara de los tormentos. El 29 de diciembre del 2022 se firmó el contrato con la empresa para remodelar el recinto, el proyecto supera los 13 millones de soles.

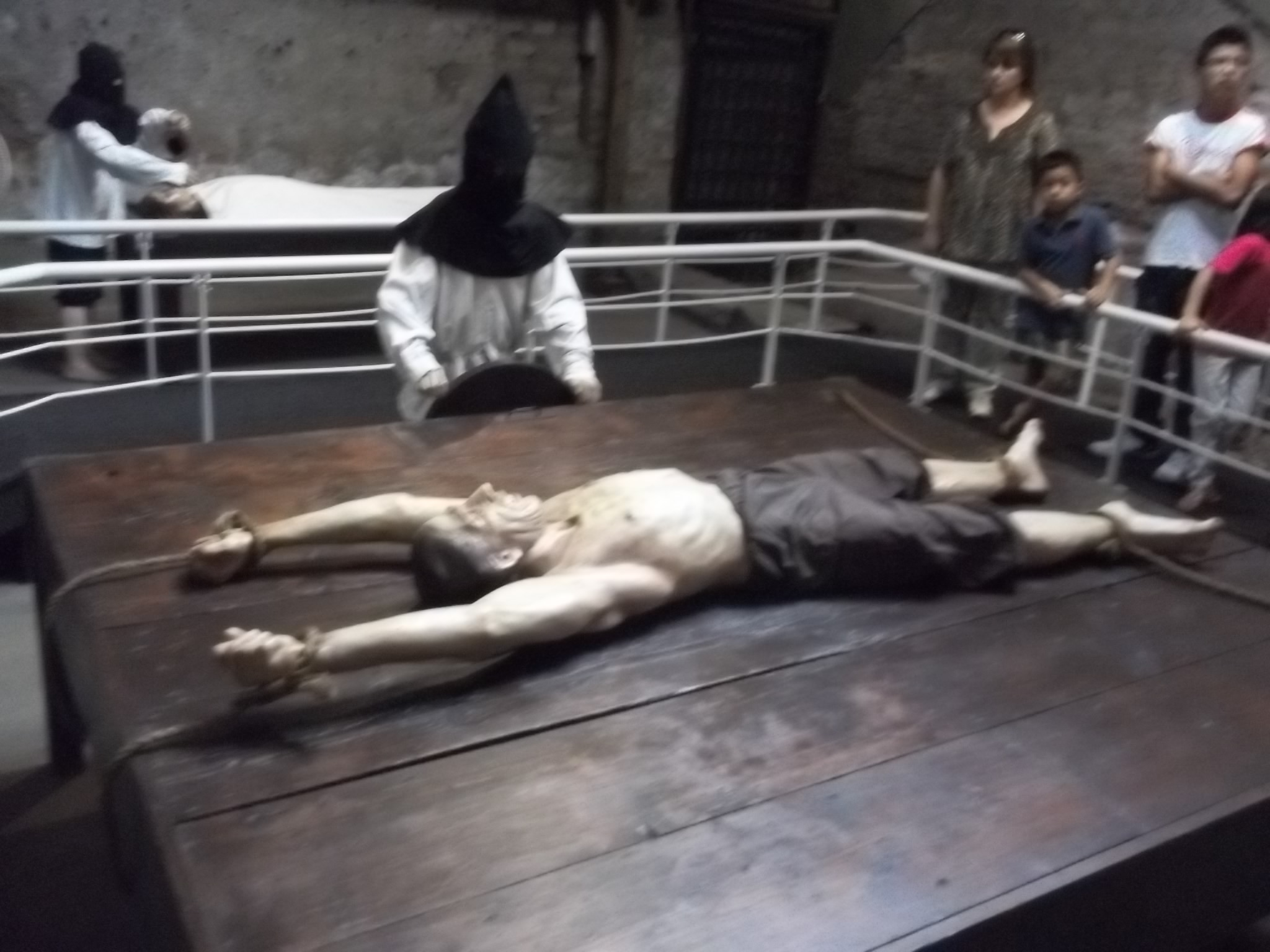
El potro
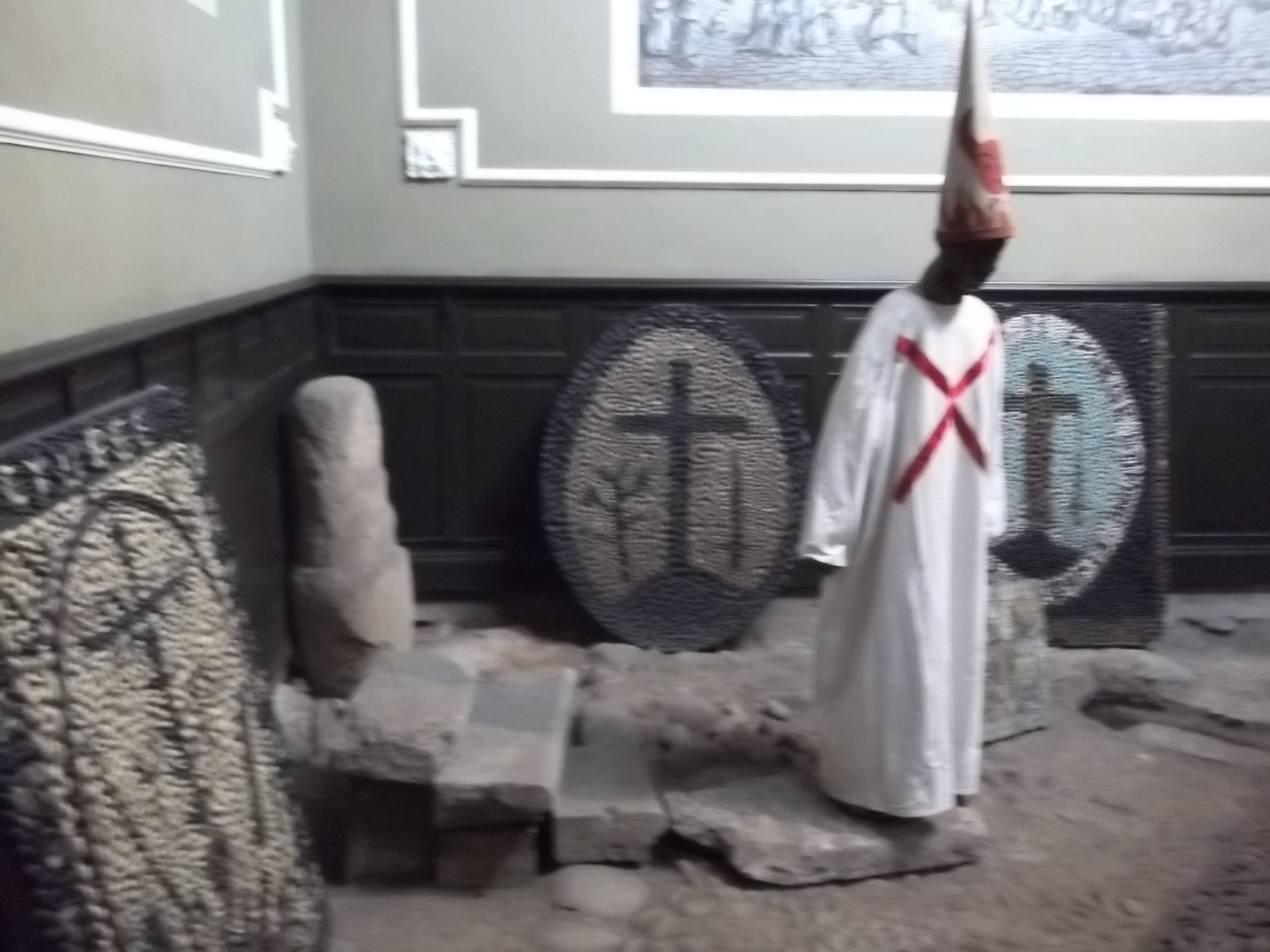
El sambenito, que portaban los declarados reos de herejía
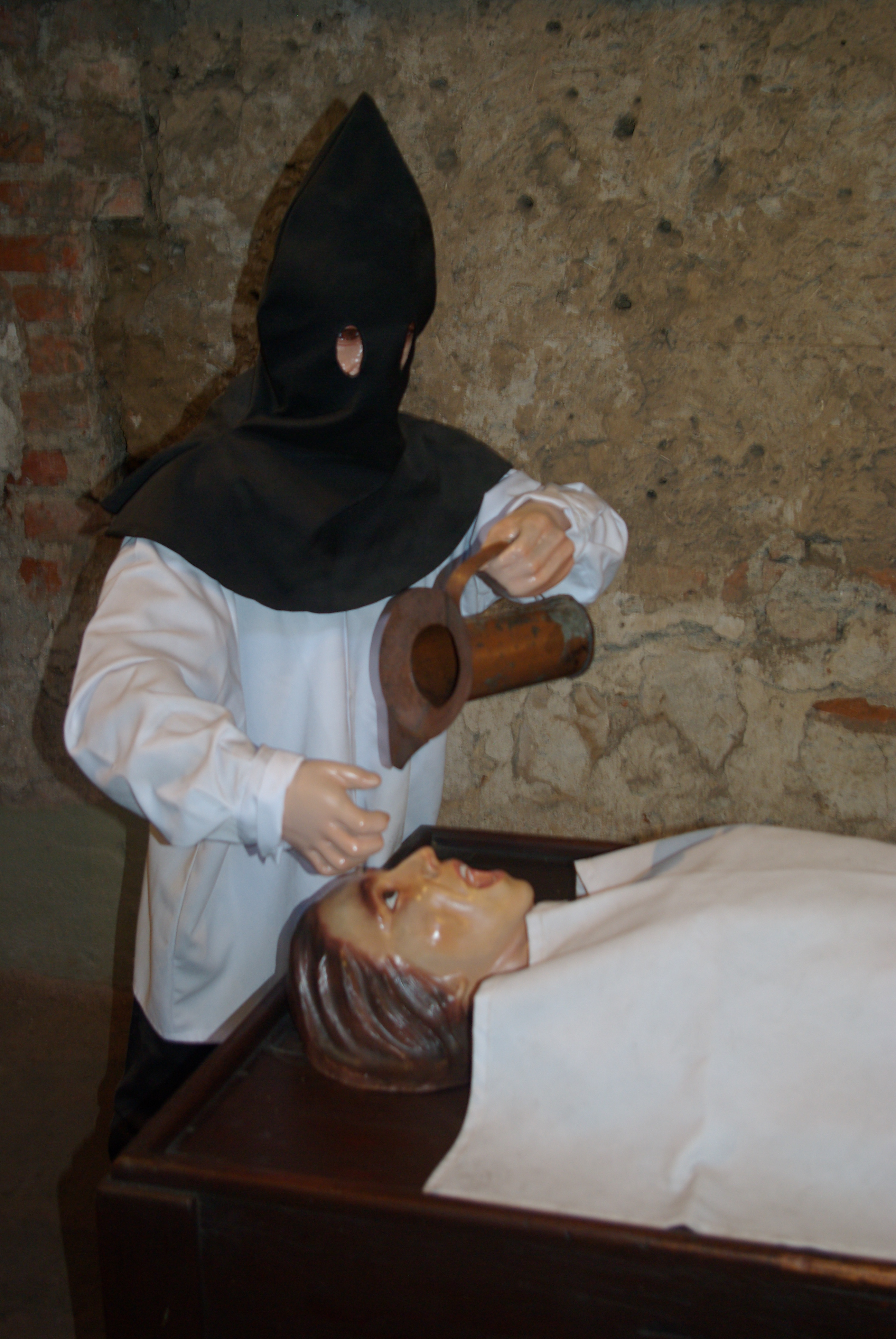
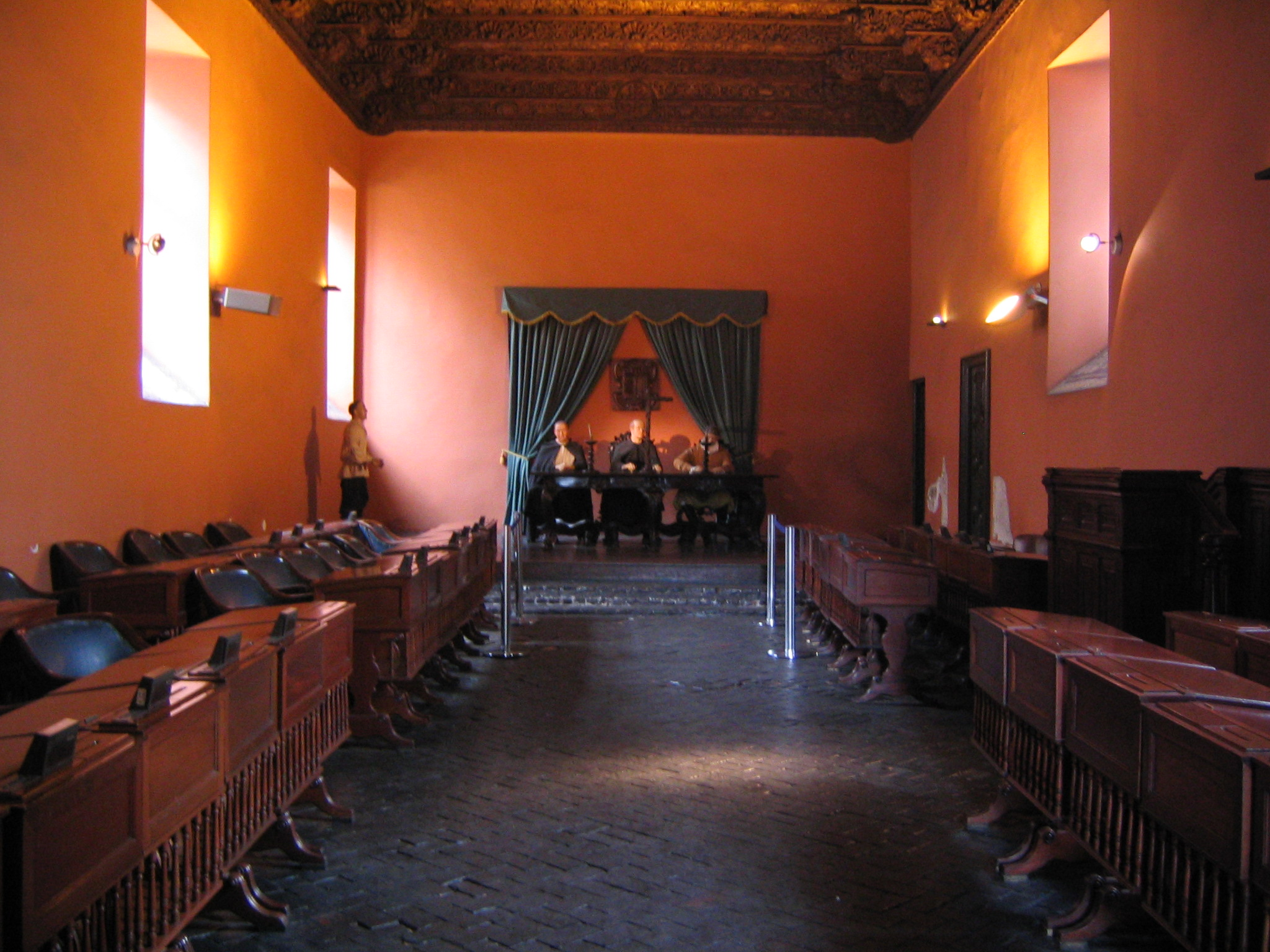